# Shumka versicolor
Shumka versicolor är en insektsart som beskrevs av Irena Dworakowska 1997. Shumka versicolor ingår i släktet Shumka och familjen dvärgstritar. Inga underarter finns listade i Catalogue of Life.